# 八路軍文化園
八路軍文化園（はちろぐんぶんかえん、八路军文化园）は、中国山西省武郷県にあるテーマパーク。2011年にオープン。

## 概要
抗日をテーマとした施設で、八路軍の兵士に扮して、日本兵と戦闘シーンを演じるなど、参加型プログラムも用意されている。